# Вила ле Казе (Мачерата)
Вила ле Казе је насеље у Италији у округу Мачерата, региону Марке.
Према процени из 2011. у насељу је живело 37 становника. Насеље се налази на надморској висини од 301 м.